# Biały Filarek

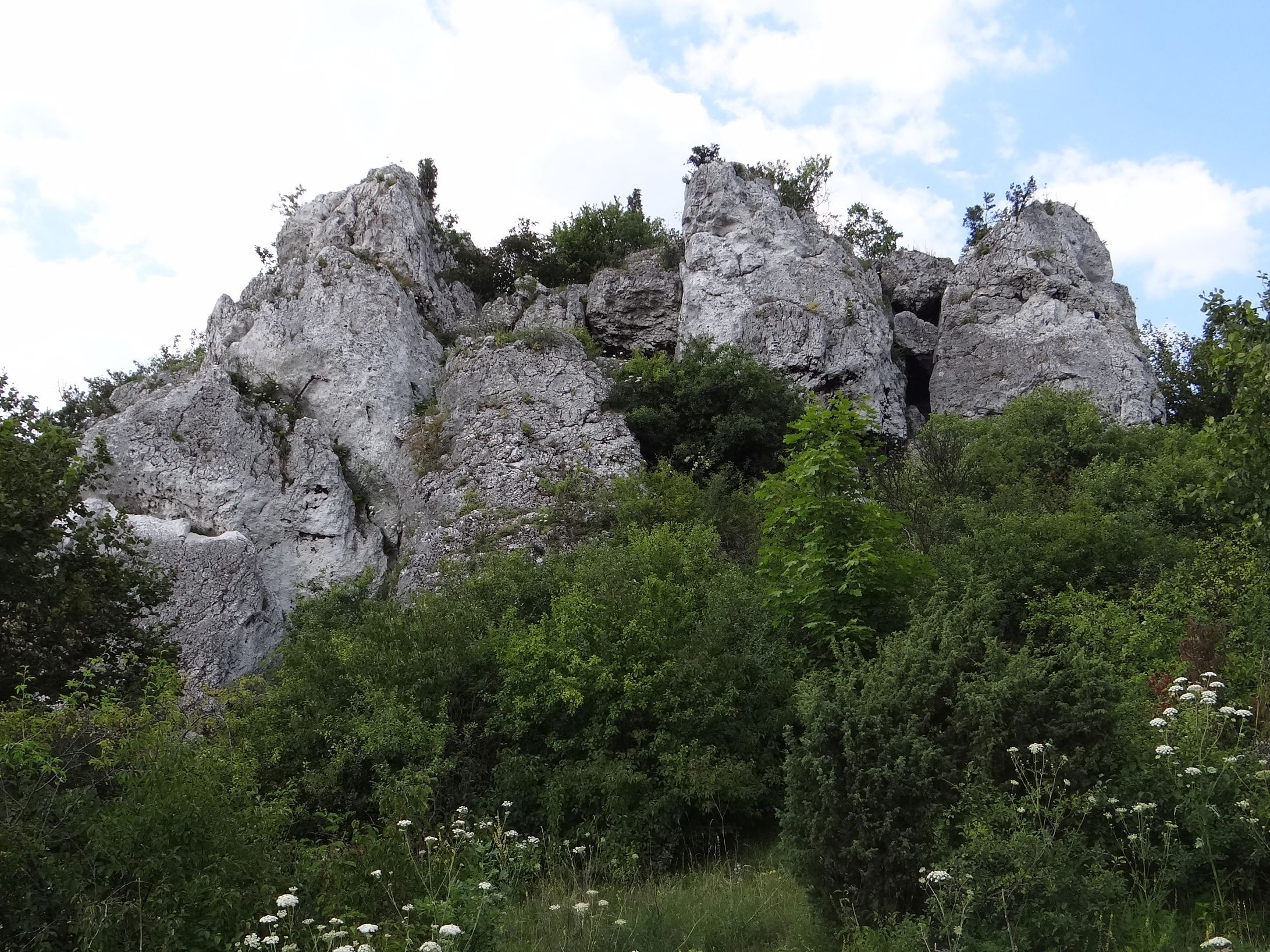
Biały Filarek (po lewej) i Mały Mur

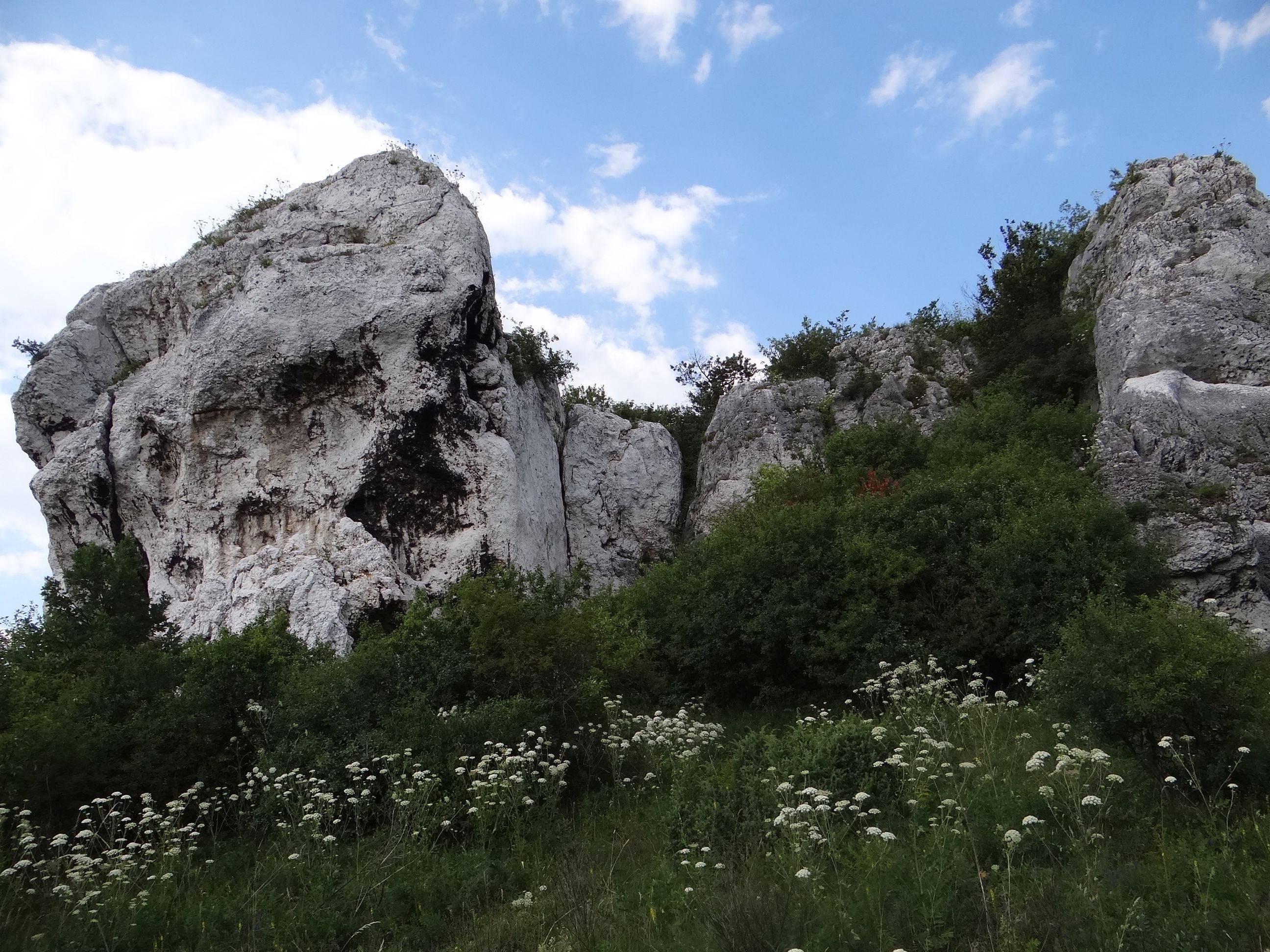
Studnisko i Biały Filarek (po prawej)

Biały Filarek – skała na Wyżynie Częstochowskiej w miejscowości Rzędkowice w województwie śląskim, w powiecie zawierciańskim, w gminie Włodowice. Należy do tzw. Skał Rzędkowickich. Przez wspinaczy skalnych zaliczana jest do Grupy Studniska. Znajduje się w niej pomiędzy Studniskiem i Małym Murem.
Jest to niewysoka wapienna skała z wybitnie wysuniętym filarem. Wspinacze skalni poprowadzili nim dwie łatwe drogi wspinaczkowe (III i IV stopień trudności w skali Kurtyki). Mają wystawę południowo-zachodnią i zamontowane cztery ringi. Do wspinaczki nie wystarczą same ekspresy.
1. Biały filarek; III, 1 r
2. Bary filarek; 3 r[3].